# Pelophylax lateralis
La rana de Kokarit (Pelophylax lateralis) es un anfibio anuro de la familia Ranidae. Estuvo situada en el género Rana, aunque no está claro si esta especie puede encuadrarse en el género Hylarana. La especie Rana nigrolineata ha sido considerada sinónimo de "P." lateralis.

## Distribución
Se encuentra en Camboya, Laos, Birmania, Tailandia, Vietnam y la provincia de Yunnan (China). Su hábitat natural es los bosques secos tropicales o subtropicales, tierras bajas, marismas de agua dulce, estanques, tierras de cultivo inundables, regadíos, a altitudes entre 60 y 1000 m. No se considera amanazada. 
.

## Publicación original
- Boulenger, 1887: An account of the batrachians obtained in Burma by M.L. Fea of the Genoa Civic Museum. Annali del Museo Civico di Storia Naturale di Genova, ser. 2,  vol. 5, p. 418-424 (texto íntegro).